# John Wojtowicz
John Stanley Wojtowicz (9 de marzo de 1945 - 2 de enero de 2006) fue un criminal estadounidense cuya historia inspiró la película de 1975 Tarde de perros.

## Biografía
Wojtowicz nació en la ciudad de Nueva York, hijo de padre polaco y madre de ascendencia italiana. Sirvió en el ejército de los Estados Unidos durante la guerra de Vietnam. En 1967 se casó con Carmen Bifulco. Tuvieron dos hijos y se separaron en 1969.
En 1971 conoció a Elizabeth Eden en la fiesta de San Gennaro en la ciudad de Nueva York. Ambos tuvieron una ceremonia de boda pública ese año.

## Asalto y vida posterior
El 22 de agosto de 1972, acompañado por Salvatore Naturile y Robert Westenberg, intentó robar una sucursal del banco Chase Manhattan en Gravesend, Brooklyn. El diario Los Angeles Times informó que el objetivo primordial de Wojtowicz al realizar el atraco era pagar la cirugía de cambio de sexo de su pareja Eden. Sin embargo, Arthur Bell, un respetado columnista de Village Voice y periodista de investigación que conocía a Wojtowicz (y estuvo tangencialmente involucrado en las negociaciones), informó que el cambio de sexo de Eden no era el verdadero motivo. El intento de atraco fue, según él, una operación bien planeada que salió terriblemente mal.
Wojtowicz y Naturile mantuvieron como rehenes a siete empleados del banco Chase Manhattan durante 14 horas. Westenberg huyó de la escena antes de que comenzara el robo, cuando vio un coche de policía en la calle. Wojtowicz, un ex cajero de banco, poseía cierto conocimiento de las operaciones bancarias.
Wojtowicz fue arrestado, pero Naturile fue abatido por el FBI en los últimos instantes del incidente.
Según Wojtowicz, se le ofreció un trato para declararse culpable, que el tribunal no cumplió, y el 23 de abril de 1973 fue condenado a veinte años en la Penitenciaría Federal de Lewisburg, de los cuales cumplió cinco.
Fue liberado el 10 de abril de 1978, pero fue arrestado y cumplió dos períodos más en prisión por violaciones de la libertad condicional, en 1984 y 1986. Su pareja Eden, quien se casó con otra persona y luego se divorció, murió de neumonía relacionada con el SIDA en el Hospital Genesee de Rochester, Nueva York, el 29 de septiembre de 1987. Wojtowicz asistió a su funeral y pronunció un panegírico.

### Tarde de perros

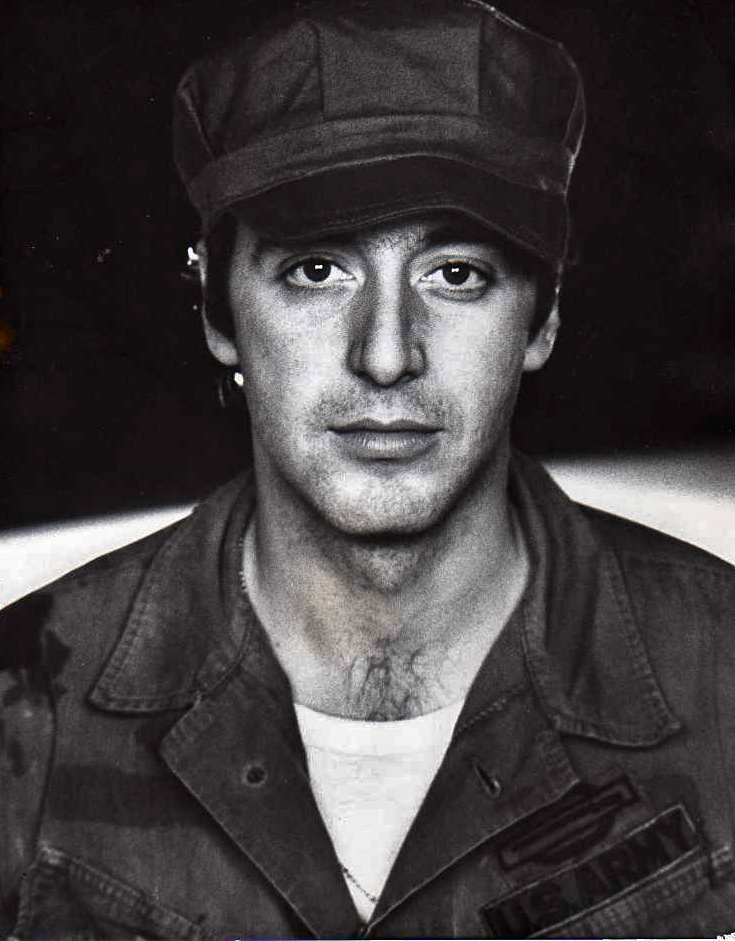
El actor estadounidense Al Pacino encarnó a Wojtowicz en la película Tarde de perros, de 1975.

La historia de Wojtowicz sirvió de base para la película Tarde de perros (estrenada en 1975), protagonizada por Al Pacino como Wojtowicz (llamado "Sonny Wortzik" en la película) y John Cazale, uno de los coprotagonistas de Pacino en la película El Padrino, como Sal Naturile. Elizabeth Eden, conocida como "Leon" en la película, fue interpretada por el actor Chris Sarandon.
En 1975, Wojtowicz escribió una carta al New York Times asegurando que la versión cinematográfica de los hechos se acercaba poco a la realidad. La principal objeción de Wojtowicz era la inexacta representación de su mujer Carmen Bifulco como una persona normal con sobrepeso, cuyo comportamiento le llevó a su relación con Eden, cuando en realidad había dejado a Bifulco dos años antes de conocer a Eden.
También afirmó que durante el atraco nunca habló con su madre y que la policía se negó a dejarle hablar con su esposa Carmen. Además, la película insinuaba que Wojtowicz había "vendido" a Naturile a la policía, y aunque Wojtowicz afirmaba que esto no era cierto, un recluso intentó asesinarlo en dos ocasiones luego del estreno de la película.
Wojtowicz elogió las actuaciones de Pacino y Sarandon. En una entrevista de 2006, el guionista Frank Pierson afirmó que intentó visitar a Wojtowicz en la cárcel muchas veces para obtener más detalles sobre su historia, pero se negó a verlo porque sentía que no le pagaban suficiente dinero por los derechos de su historia. En cualquier caso, la película tuvo un éxito masivo, recibiendo buenas críticas y ganando el Premio Óscar en la categoría de mejor guion original en 1976.

## Fallecimiento
En 2001, The New York Times informó que Wojtowicz vivía de la asistencia social en Brooklyn. Murió de cáncer el 2 de enero de 2006, en la casa de su madre, a los 60 años.